# Takers
Takers is een Amerikaanse thriller uit 2010.

## Rolverdeling
| Acteur                 | Personage        |
| ---------------------- | ---------------- |
| T.I.                   | Ghost            |
| Chris Brown            | Jesse Attica     |
| Idris Elba             | Gordon Jennings  |
| Matt Dillon            | Det. Jack Welles |
| Paul Walker            | John Rahway      |
| Hayden Christensen     | A.J.             |
| Michael Ealy           | Jake Attica      |
| Jay Hernandez          | Eddie Hatcher    |
| Zoë Saldana            | Rachel Jansen    |
| Johnathon Schaech      | Scott            |
| Steve Harris           | Lt. Carver       |
| Marianne Jean-Baptiste | Naomi            |
| Gideon Emery           | Sergei           |
| Gaius Charles          | Max              |
| Zulay Henao            | Monica           |